# Zeleny Gaï
Zeleny Gaï est un village d’Ukraine.

## Historique
Lors de l’invasion de l’Ukraine par la Russie en 2022, Zeleny Gaï subit des bombardements russes importants si bien que, 13 mars, l’école du village est détruite.